# Tephrosia pogonocalyx
Tephrosia pogonocalyx är en ärtväxtart som beskrevs av C.E.Wood. Tephrosia pogonocalyx ingår i släktet Tephrosia och familjen ärtväxter. Inga underarter finns listade i Catalogue of Life.